# 나크 (영화)
《나크》(영어: Narc)는 미국에서 제작된 조 카너핸 감독의 2002년 네오누아르 범죄 스릴러 영화이다. 제이슨 패트릭, 레이 리오타, 샤이 맥브라이드 등이 출연하였고, 다이앤 나버토프 등이 제작에 참여하였다.

## 출연
- 제이슨 패트릭
- 레이 리오타
- 샤이 맥브라이드
- 크리스타 브리지스
- 앨런 밴스프랭
- 존 오티즈
- 버스타 라임스
- 리처드 셔볼로

## 기타 제작진
- 라인 제작: 토니 그라치아
- 협력 제작: 스티븐 몽고메리, 세스 키테이
- 배역: 메리 버뉴, 펄리샤 퍼사노, 클레어 워커
- 미술: 그레그 빌, 타보 수도르
- 의상: 거샤 필립스
- 음악 감독: 브라이언 로스